# Кронштадтское восстание (1921)
Кроншта́дтское восста́ние (также — Кронштадтский мяте́ж) — вооружённое выступление в марте 1921 года гарнизона крепости Кронштадт, экипажей кораблей Балтийского флота и жителей города против диктатуры большевиков и проводимой политики «военного коммунизма». Событиям на острове Котлин предшествовали серьёзные внутренние проблемы Советского государства: продразвёрстка и развал промышленности, а также политические разногласия в самой большевистской партии. Мятежный дух балтийских матросов, активно участвовавших в революционных событиях начиная с 1906 года и названных Львом Троцким «красой и гордостью русской революции», вновь проявился уже в феврале 1921 года — с принятием собранием команд линкоров «Севастополь» и «Петропавловск» резолюции, включавшей политические требования («Власть Советам, а не партиям!»), которая затем была поддержана на митинге в центре Кронштадта. После появления слухов о намерении большевиков подавить восстание силовыми методами в крепости был создан Временный революционный комитет (ВРК), взявший всю полноту власти в городе. Восстание в Кронштадте приветствовали русские эмигранты, готовившиеся поддержать антибольшевистские действия матросов.
7 марта, после требования властей РСФСР о «немедленной и безоговорочной капитуляции» восставших — объявленных вне закона — части Красной армии пошли на штурм острова, закончившийся неудачей. Группировка была усилена новыми частями. При втором штурме большевистским войскам удалось, несмотря на значительные потери, взять крепость, после чего в городе начались массовые репрессии. Восьми тысячам восставших удалось уйти в Финляндию. В 1994 году президент РФ Борис Ельцин реабилитировал участников «Кронштадтских событий». В современной историографии «Кронштадта 1921» сложились две основные конкурирующие концепции событий, к которым иногда добавляют и оригинальную версию Троцкого.

## Предшествующие события

### Гражданская война. Продразвёрстка и крестьянские восстания
К осени 1920 года Гражданская война на европейской части завершалась. Молодая Советская Россия заключила мирные договоры с Эстонией, Латвией, Литвой и Финляндией, добившись международного признания. 12 октября было заключено перемирие с Польшей, а через три недели в результате падения белого Крыма был положен конец последнему организованному вооружённому сопротивлению советской власти на европейской части страны. При этом на юге Украины ещё действовали вооружённые отряды Нестора Махно.
Выиграв по сути гражданскую войну, большевистское правительство столкнулось с серьёзными внутренними проблемами: промышленность, сельское хозяйство и транспорт были разрушены и дезорганизованы в результате прошедших войн, а действовавшая политика военного коммунизма, включавшая насильственную конфискацию урожая у крестьян, вызывала их недовольство. По мнению американского историка Пола Эврича, это и было краеугольным камнем проблем. В 1921 году Ленин писал:
Сущность военного коммунизма заключалась в том, что мы фактически брали у крестьян излишки, а иногда и не только излишки, но и часть зерна, необходимого для еды. Мы забирали его, чтобы удовлетворить требования армии и поддержать рабочих
Отсутствие угрозы со стороны белых армий привело к большому количеству крестьянских восстаний недовольных продразверсткой. Особенно серьёзными были волнения в Тамбовской губернии, на Средней Волге, на Украине, на Северном Кавказе и в Западной Сибири. Согласно данным ВЧК, к февралю 1921 года в разных частях страны произошло 118 крестьянских мятежей, зачастую под лозунгами: «Долой реквизицию!», «Долой продотряды!», «Не сдавать продовольственные излишки!», «Долой коммунистов и евреев!» и так далее.

### Политические разногласия
Разногласия по поводу будущего военного коммунизма возникли и в большевистском руководстве: ряд членов партии выступал за усиление государственного вмешательства в сельское хозяйство (включая формирование посевных комитетов, отвечавших за сосредоточение и подготовку людских ресурсов и сельскохозяйственной техники, необходимых для увеличения посевных площадей), в то время как другие выступали за отказ от принудительной политики в деревне (см. Новая экономическая политика). По инициативе наркомвоенмора Льва Троцкого в стране также проводилась милитаризация рабочего класса: создавались трудовые армии, которые направлялись на низкоквалифицированные работы, такие как лесозаготовки или строительство.
Лидеры меньшевиков сравнивали распределение рабочих по группам с египетским рабством, когда фараоны принудительно использовали рабочую силу для строительства пирамид.
Продолжавшаяся с декабря 1920 по март 1921 года внутрипартийная полемика на X съезде партии достигла своего апогея. Во время дискуссии о роли профсоюзов сложились три позиции: полное подчинение профсоюзов государству, полная независимость профсоюзов, а также промежуточная позиция. Полное подчинение предлагал Троцкий, руководствуясь военным подходом; против него высказались члены Рабочей оппозиции, которые также требовали передачи профсоюзам управления предприятиями. Ленин в сложившейся дискуссии занял промежуточную позицию. По мнению Эврича, «внутрипартийные споры отражали возросшее напряжение в советском обществе».

### В Петрограде
Положение в городах РСФСР, ранее зачастую поддерживающих большевиков, было намного хуже, чем в деревнях — разрушенная за шесть лет промышленность к концу 1920 года выпускала почти в пять раз меньше продукции по сравнению с уровнем 1913 года, а производство потребительских товаров составляло лишь четверть от довоенного уровня. В результате существенно сократилась и численность рабочих, занятых в промышленном секторе: 2,6 миллиона человек в 1917 году против 1,2 миллиона в 1920 году.
Серьёзные проблемы с доставкой продовольствия посадили горожан «на голодный паёк»: в начале 1921 года петроградские рабочие, занятые в сталеплавильном производстве, ежедневно получали 800 граммов чёрного хлеба; ударники труда — 600, а прочие категории — 400 или даже 200 граммов. По официальным данным, работники транспорта получали в день от 700 до 1000 килокалорий. К концу 1920 года это привело к тому, что несмотря на наличие вооружённых заградительных отрядов, блокировавших дороги и конфисковавших продукты у спекулянтов, незаконная торговля процветала. Более того, она в значительной степени вытеснила официальные источники поступления продовольствия. При этом городское население резко сократилось: в частности, в Петрограде от 2,5 миллионов человек, проживавших в октябре 1917 года, к августу 1920 года осталось примерно 750 тысяч. Ещё больше обострила проблему зима 1920/1921 годов, выдавшаяся крайне холодной.
Топливо в город также поставлялось с перебоями: в начале февраля 1920 года более 60 % фабрик и заводов Петрограда были вынуждены закрыться, так как топить было нечем. 23 февраля 1921 года на собрании рабочих Трубочного завода была принята резолюция с требованием увеличить пайки и немедленно распределить имеющуюся в наличии зимнюю одежду и обувь. На следующее утро массовая демонстрация рабочих завода прошла по Васильевскому острову; при этом в мероприятие были вовлечены и рабочие других предприятий, включая пролетариат табачной фабрики Лаферм. Таким образом, 24 февраля в Петрограде начались забастовки и митинги рабочих с политическими и экономическими требованиями. Петроградский комитет РКП(б) расценил волнения на заводах и фабриках города как мятеж и 25 февраля ввёл в городе военное положение, арестовав около пяти сотен рабочих-активистов — вооружённые курсанты военного училища разогнали демонстрацию без кровопролития (стреляли только в воздух).
26 февраля на расширенном заседании пленума Петроградского Совета начальник политотдела Балтийского флота Николай Кузьмин обратил внимание собравшихся на бунтарские настроения в матросской среде: он предупредил, что если не положить конец забастовкам («волынке») в Петрограде, то на флоте может произойти взрыв. 27 февраля власти приняли решение увеличить нормы пайков для солдат и рабочих: теперь каждый получал фунт с четвертью хлеба и банку мясных консервов ежедневно. Помимо этого, с 1 марта по всей Петроградской губернии были сняты заградотряды, и рабочим было официально разрешено покидать город для выезда в деревни. Такое решение привело к снижению недовольства, и к 3 марта почти все бастующие предприятия вновь приступили к работе. При этом, по мнению американского консула в городе, повышение продовольственных норм «пробило серьёзную брешь в продовольственных запасах Петрограда». Российский историк Сергей Яров отмечал, что только на нескольких предприятиях Петрограда рабочими были приняты политические резолюции, «на других заводах и фабриках интересовались только экономическими вопросами».
В связи с событиями в Петрограде настроение [корабельных] команд резко изменилось к худшему...

### Кронштадт

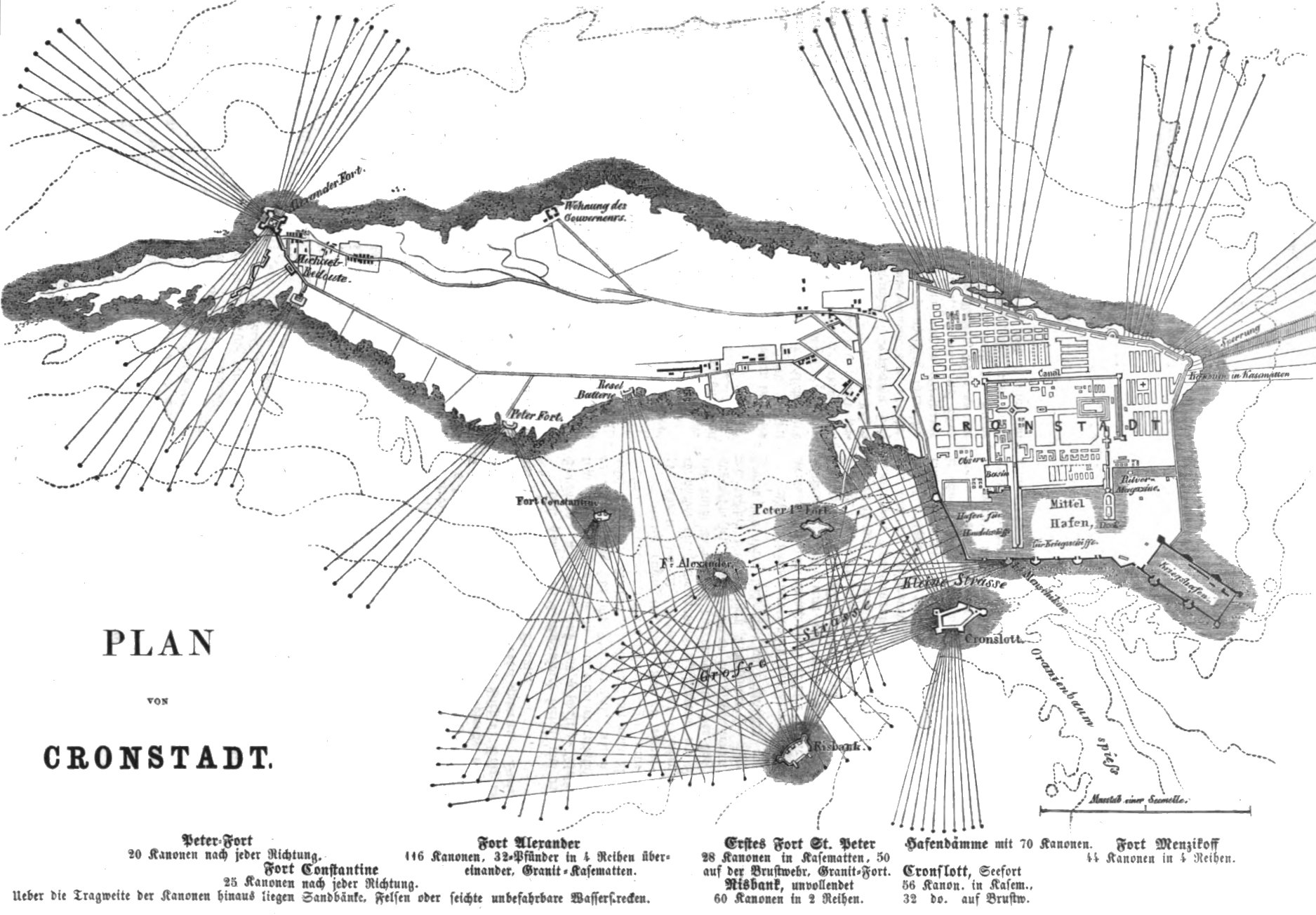
План крепости Кронштадт (1854)

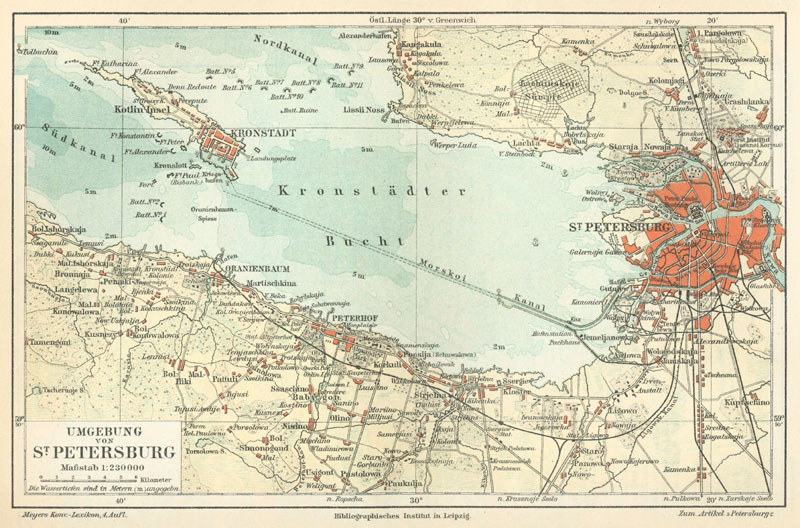
Положение Кронштадта относительно Петрограда

Задуманный в XVIII веке для прикрытия главного фарватера Финского залива, ведущего к устью Невы, Кронштадт и к 1920 году не утратил этой функции. Мощные укрепления, расположенные как на острове Котлин, так и в его окрестностях, были модернизированы с учётом последних на тот момент достижений военной науки. С берегов залива Кронштадт прикрывали орудийные батареи, а пространство между Котлином и побережьями было перекрыто линиями искусственных островов с фортами. В 1921 году Кронштадт был главной морской базой всего Балтийского флота, поэтому из 50 тысяч человек, населявших город, больше половины (около 27 тысяч) составляли военные.
В годы Первой русской революции на острове произошло сразу два восстания (в 1905 и 1906 годах), подавленные правительственными войсками: движущей силой тех выступлений, по мнению Эврича, была «ненависть к властям и офицерам и жёсткая дисциплина на флоте». Второе выступление закончилось казнью тридцати шести зачинщиков.
После Февральской революции в городе прокатилась волна убийств офицеров; ещё в мае 1917 года Кронштадтский Совет, руководимый представителями различных политических групп (большевики, анархисты, левые эсеры и радикалы анархо-народнического направления), объявил себя единственной властью в городе и отказался подчиняться Временному правительству Александра Керенского, фактически реализовав будущий лозунг Октябрьской революции «Вся власть Советам!». В результате большевик Иван Флеровский назвал Якорную площадь города «кронштадтским вече». По данным Эврича, жители Кронштадта в тот период массово создавали небольшие сельскохозяйственные коммуны, в которых занимались обработкой свободных участков земли. Обычно в составе таких коммун было до пятидесяти человек обоих полов, работавших на одном предприятии или живших по соседству.

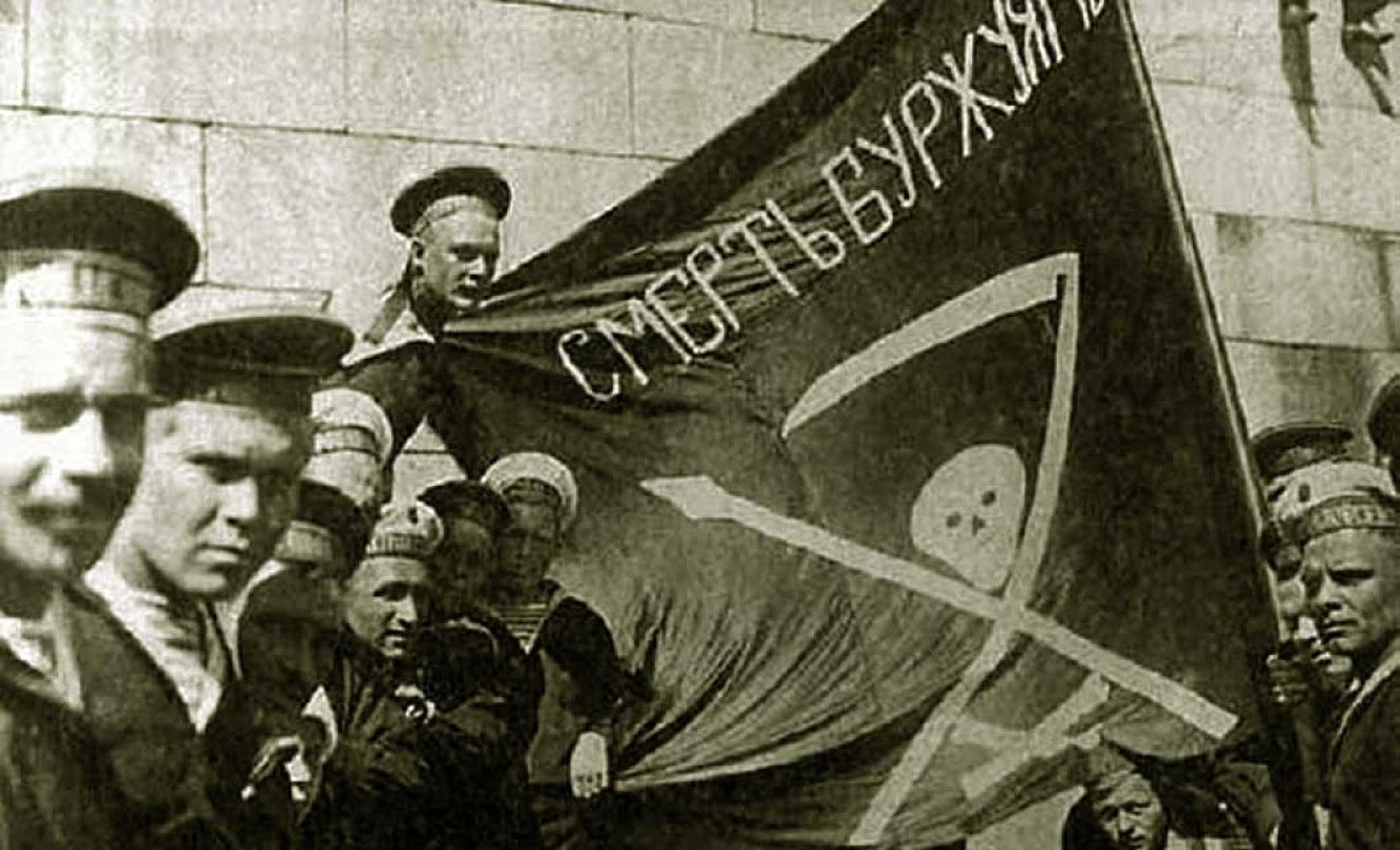
Моряки с линкора «Петропавловск» в 1917 году

В июле 1917 года кронштадтские матросы сыграли ключевую роль в неудавшемся восстании, за что были названы Троцким «красой и гордостью» революции. Вновь они были призваны в Петроград в конце августа, во время выступления Корнилова. Особенно отличилась команда линейного корабля «Петропавловск». В октябре 1917 года матросы участвовали в штурме Зимнего дворца, а большевизация Совета на острове прошла быстрее, чем самого Петросовета столицы. В ходе Гражданской войны в рядах РККА сражались более 40 тысяч матросов Балтийского флота. За время войны их не раз называли «вдохновителями революционной воинственности».
Уже в марте 1918 года, после роспуска Центрального комитета Балтийского флота (Центробалта) и передачи его полномочий Совету комиссаров Балтийского флота, отношение балтийцев к новым властям резко ухудшилось: усилия большевиков по ликвидации комитетов и назначению комиссаров на командные посты вызвали «бурю протеста». В июле—октябре 1918 года многие матросы участвовали в выступлении левых эсеров (см. Выступление матросов в Петрограде). В 1928 году Павел Дыбенко писал о «вечно мятежном» духе матросов.
В 1920—1921 годах, в связи с планомерным затиханием боевых действий и отсутствием необходимости в высокой численности армии, солдаты и матросы Кронштадта впервые за многие месяцы получили отпуск и смогли приехать на свою малую родину, чтобы столкнуться с принудительной конфискацией зерна:
Большевистская цензура скрывала от нас многое, что происходило у нас дома, пока мы были на фронте и в море. Когда мы вернулись домой, наши родители спросили нас, почему мы воевали за угнетателей. Это заставило нас задуматься.
К концу 1920 года на Балтийском флоте вспыхнула эпидемия цинги, и резко увеличились случаи дезертирства. В январе 1921 года около пяти тысяч балтийских моряков покинули ряды РКП(б), а развернувшаяся политическая борьба за управление флотом между Троцким и Зиновьевым дополнительно подорвала авторитет партии. На II партийной конференции моряков-балтийцев, прошедшей 15 февраля в Петрограде, доклад начальника политуправления Балтийского флота (Побалта) Эрнеста Батиса подвергся суровой критике — в принятом конференцией решении утверждалось, что Побалт превратился в бюрократический, не пользующийся доверием, орган, не опирающийся на народные массы.
Экономика весны 1921 превратилась в политику: „Кронштадт“

## История

### Начало восстания

#### Резолюция
Заслушав доклад представителей команд, посылаемых общим собранием команд с кораблей в гор. Петроград для выяснения дел в Петрограде, постановили:
1. Ввиду того, что настоящие Советы не выражают волю рабочих и крестьян, немедленно сделать перевыборы Советов тайным голосованием, причем перед выборами провести свободную предварительную агитацию всех рабочих и крестьян.
2. Свободу слова и печати для рабочих и крестьян, анархистов, левых социалистических партий.
3. Свободу собраний и профессиональных союзов, и крестьянских объединений.
4. Собрать не позднее 10 марта 1921 г. беспартийную конференцию рабочих, красноармейцев и матросов гор. Петрограда, Кронштадта и Петроградской губернии.
5. Освободить всех политических заключенных социалистических партий, а также всех рабочих и крестьян, красноармейцев и матросов, заключенных в связи с рабочими и крестьянскими движениями.
6. Выбрать комиссию для пересмотра дел заключенных в тюрьмах и концентрационных лагерях.
7. Упразднить всякие политотделы, так как ни одна партия не может пользоваться привилегиями для пропаганды своих идей и получить от государства средства для этой цели. Вместо них должны быть учреждены с мест выбранные культурно-просветительные комиссии, для которых средства должны отпускаться государством.
8. Немедленно снять все заградительные отряды.
9. Уравнять паек для всех трудящихся, за исключением вредных цехов.
10. Упразднить коммунистические боевые отряды во всех воинских частях, а также на фабриках и заводах - разные дежурства со стороны коммунистов, а если таковые дежурства или отряды понадобятся, то можно назначить в воинских частях роты, а на фабриках и заводах по усмотрению рабочих.
11. Дать полное право действия крестьянам над своею землею так, как им желательно, а также иметь скот, который содержать должен и управлять своими силами, т. е. не пользуясь наемным трудом.
12. Просим все воинские части, а также товарищей военных курсантов присоединиться к нашей резолюции.
13. Требуем, чтобы все резолюции были широко оглашены печатью.
14. Назначить разъездное бюро для контроля.
15. Разрешить свободное кустарное производство собственным трудом.

Резолюция принята бригадным собранием единогласно при 2 воздержавшихся.

Председатель Бригадного собрания Петриченко

Секретарь Перепелкин
26 февраля 1921 года состоялось экстренное собрание команд линкоров «Севастополь» и «Петропавловск», стоявших «бок о бок» в закованной льдом гавани Кронштадта. Было принято решение направить в Петроград делегацию, которая бы выяснила, что происходит в городе и почему бастуют рабочие. Посетив бывшую столицу Российской империи, кронштадтские моряки увидели, что фабрики, на которых происходили стачки, окружены красноармейцами.

Можно было подумать, что это не фабрики, а трудовые тюрьмы царских времен.— Петриченко С. М. Правда о Кронштадте. — Прага, 1921.

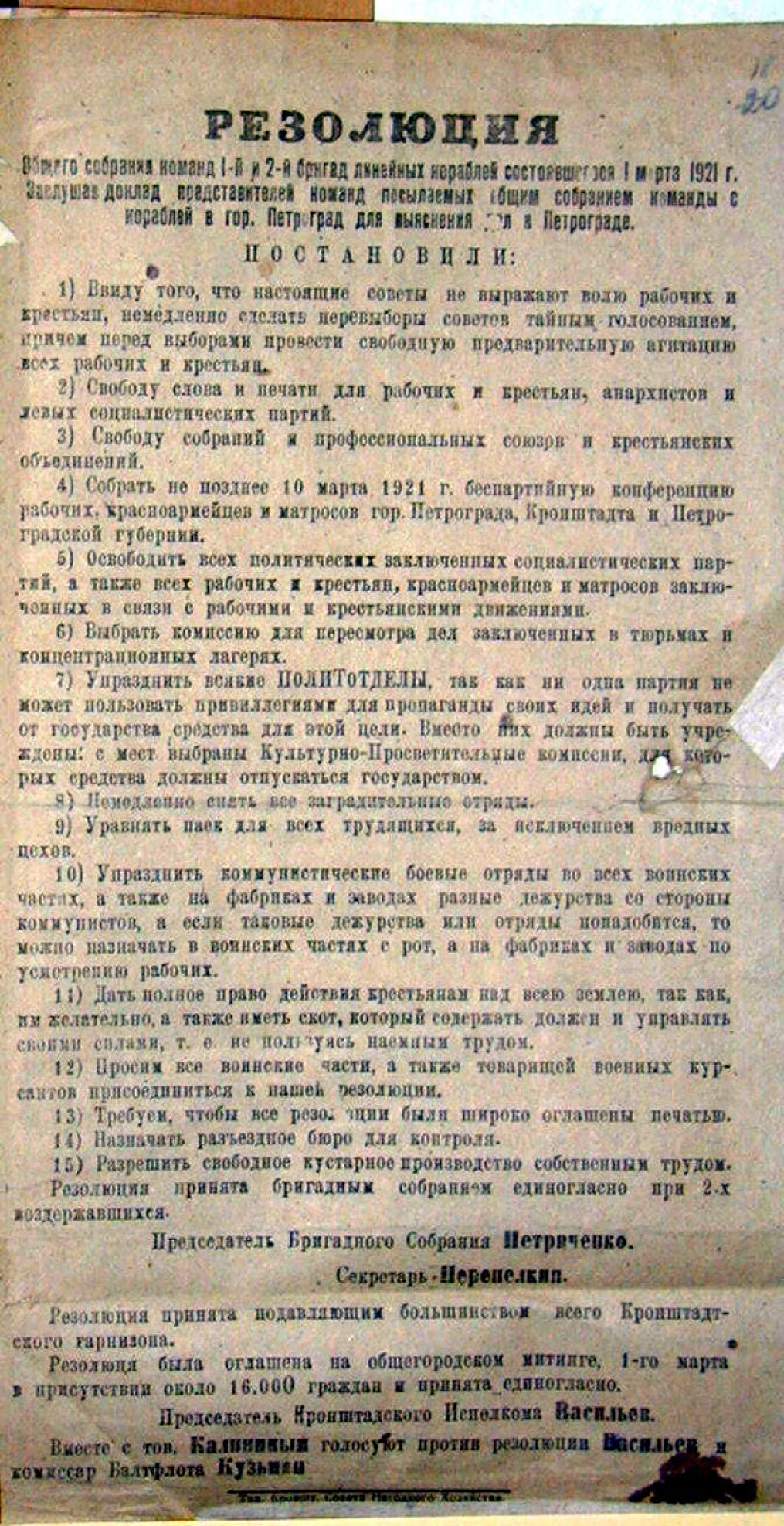
Резолюция восставших

28 февраля состоялось новое, «историческое», собрание, на котором делегаты описали матросам ситуацию в городе. Тогда же была принята резолюция с требованиями провести перевыборы Советов, упразднить комиссаров, предоставить свободу деятельности всем социалистическим партиям, разрешить свободную торговлю. На собрании были отвергнуты пункты о полной свободе торговли и о выселении всех евреев в Палестину. По мнению Эврича, резолюция являлась «обращением к советскому правительству с требованием выполнять Конституцию, предоставить те права и свободы, о которых Ленин говорил в 1917 году» — то есть моряки повторно обратились к лозунгу «Вся власть Советам!».
1 марта на Якорной площади Кронштадта состоялся 15-тысячный (по другим данным — 16-тысячный) митинг под лозунгами, включавшими «Власть Советам, а не партиям!» и «Советы без коммунистов!». На митинг прибыл председатель ВЦИК Михаил Калинин (Зиновьев, по некоторым данным, доехал только до Ораниенбаума, так как матросы вызывали у него опасения), который попытался успокоить собравшихся, но матросы сорвали его выступление: его неоднократно прерывали выкриками: «Брось, Калиныч, тебе тепло», «Ты сколько должностей-то занимаешь и поди везде получаешь!», «Мы сами знаем, что нам надо. А ты, старик, возвращайся к своей жене». В адрес матросов были произнесены угрозы о «железном кулаке пролетариата», способном уничтожить «недисциплинированность и измену». Несмотря на угрозы, резолюция была митингующими принята.
После выступления Калинин покинул крепость: первоначально мятежный караул отказался его выпускать. После этого комиссар флота Николай Кузьмин и председатель Кронштадтского совета Павел Васильев были арестованы (по данным Эврича, арест произошёл на следующий день, уже после их выступления на «делегатском собрании»).

#### Временный революционный комитет

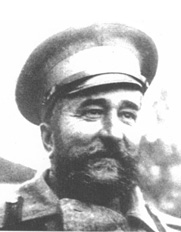
Генерал А. Козловский в 1916 году

2 марта в 13 часов в большой аудитории бывшего Морского инженерного училища состоялось «делегатское собрание», на повестке дня которого стояла подготовка к переизбранию Кронштадтского Совета. Было решено пригласить по два человека с каждого корабля, фабрики, воинского подразделения и любой другой организации или коммуны; собралось чуть более 300 человек, треть из которых были коммунистами. Делегаты, отправленные на собрание, избирались коллективами: например, по инициативе начальника артиллерии Кронштадта, бывшего царского генерала Александра Козловского, в Управлении крепостной артиллерии для этого был созван сход. Большевистского комиссара и по совместительству председателя совета артуправления отстранили от должности за протест против участия управления в собрании.
Собрание охраняли вооружённые матросы с линкора «Петропавловск»; открывал заседание Степан Петриченко, который занял ведущую роль в событиях. Собравшиеся полагали, что сам Петроград находится в состоянии «всеобщего восстания». В середине собрания один из матросов с «Севастополя» выкрикнул, что к зданию следуют пятнадцать грузовиков с местными коммунистами, вооружёнными винтовками и пулемётами. После этого для управления городом и гарнизоном на собрании был сформирован Временный революционный комитет (ВРК), позднее планировалось передать его полномочия новому Совету. По советским данным, ВРК во главе с матросом Петриченко был создан за день до этого; в состав данного органа вошли также Яковенко, машинный старшина Архипов, мастер электромеханического завода Тукин и заведующий третьей трудовой школой И. Е. Орешин. Впоследствии ВРК был расширен до 15 человек.
Возможной причиной возникновения слуха о вооружённых коммунистах был тот факт, что с острова спешно эвакуировалась Высшая партийная школа (во главе с членом кронштадтской ЧК) — всего около 150 человек. До этого комиссар Кронштадтской крепости Новиков действительно забрал из местного арсенала ручные пулемёты, но осознав масштаб событий, он дал указание группе покинуть остров: комиссара перехватили у форта Тотлебен, но он всё же верхом на лошади, по льду покинул город.
Штаб ВРК расположился на борту «Петропавловска». После обустройства штаба комитет распорядился направить вооружённые отряды для захвата всех стратегических объектов, и к полуночи им это удалось — город сдался без сопротивления; все военные корабли, форты и батареи признали новую власть. Копии резолюции, принятой на митинге, были доставлены в близлежащие города, в том числе Ораниенбаум и Петроград: морской воздушный дивизион в Ораниенбауме признал ВРК и направил туда своих представителей. Используя мощные радиостанции военных кораблей, ВРК немедленно передал в эфир резолюцию митинга и просьбу о помощи. В самом Кронштадте был введён комендантский час и, в подражание опыту Комитета революционной обороны Петрограда 1918—1919 годов, были сформированы «ревтройки».

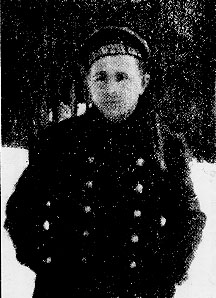
С. Петриченко в 1921 году

С 3 по 16 марта ежедневно выпускалась газета «Известия Временного революционного комитета матросов, красноармейцев и рабочих гор. Кронштадта» (Известия ВРК). В первом номере Петриченко попросил поддержки у жителей города:
Товарищи, Временный революционный комитет постановил, что не будет пролито ни единой капли крови... Задача Временного революционного комитета состоит в том, чтобы общими усилиями создать в городе и крепости условия для справедливых выборов в новый Совет. Итак, товарищи, за порядок, спокойствие, решительность, за новую, справедливую социалистическую структуру, которая будет способствовать обеспечению благосостояния всех трудящихся.
В дальнейшем восставшими выпускались листовки с призывами к рабочим и красноармейцам поддержать «третью революцию» (после Февральской и Октябрьской) — на этот раз, против диктатуры большевиков. Руководитель революционного и повстанческого движения на юге Украины Нестор Махно был информирован о событиях в Петрограде и Кронштадте: его армия приветствовала восстание в радиопередаче, переданной с использованием слабого радиооборудования, захваченного махновцами.
Известия о событиях в Кронштадте вызвали серьёзную обеспокоенность в Совнаркоме. Уже 1 марта было опубликовано воззвание Московского совета рабочих и красноармейских депутатов «Ко всем рабочим города Москвы и губернии, ко всем крестьянам и красноармейцам, всем честным гражданам», в котором разъяснялись причины временных хозяйственных трудностей: сам документ заканчивался призывом «Долой провокаторов Антанты! Не забастовки, не демонстрация, а дружная работа на фабриках, мастерских и железных дорогах выведет нас из нищеты, спасет нас от голода и холода!». 3 марта было опубликовано специальное постановление в связи с событиями в Кронштадте, подписанное Лениным и Троцким и принятое днём ранее Советом труда и обороны. Царский генерал Козловский обозначался в постановлении руководителем мятежа, а его сподвижники объявлялись преступниками (жену и детей генерала ВЧК взяла заложниками). При этом резолюция мятежников была охарактеризована как «черносотенно-эсеровская». Этим же документом Петроград и Петроградская губерния переходили на осадное положение, а вся полнота власти в Петроградском укреплённом районе передавалась в руки Комитета обороны Петрограда. С этого дня все городские кварталы патрулировались вооружёнными отрядами, на стенах домов были вывешены объявления с запретом всяких собраний. Нарушившим это предписание полагался расстрел на месте. Для руководства подавлением восстания в Петроград прибыли председатель Реввоенсовета Лев Троцкий и главком Сергей Каменев.

### Реакция среди эмигрантов
Русские эмигранты, относительно недавно покинувшие территорию бывшей Российской империи в связи с революционными событиями и Гражданской войной, приветствовали восстание в Кронштадте и заявляли о стремлении помочь мятежникам. При этом Эврич отмечал, что обвинения со стороны правительства Советской России в организации эмигрантами самого восстания нельзя назвать справедливыми — «заговорщики» не сыграли существенной роли в начале самого восстания. Кроме барона Павла фон Вилькена, прибывшего из Финляндии 16 марта, за всё время восстания у матросов не было непосредственных контактов с потенциальными сторонниками за рубежом. При этом, согласно Советской военной энциклопедии, в Ревель в период восстания прибыл лидер эсеров Виктор Чернов, пославший своего представителя в Кронштадт.

### События 2—6 марта

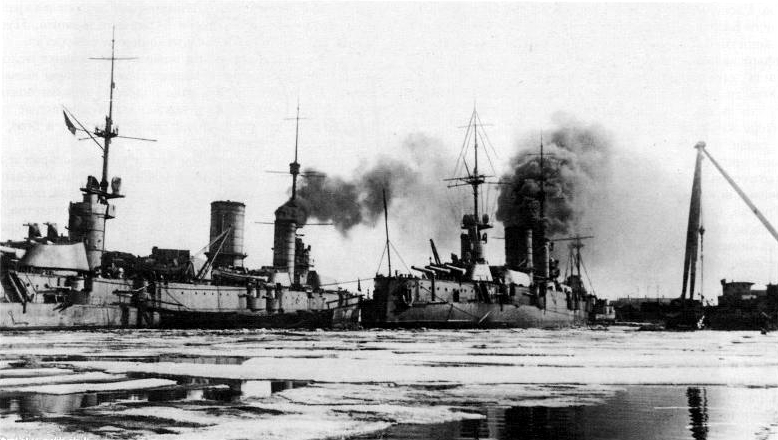
«Петропавловск» и «Севастополь» (1921)

В ночь со 2 на 3 марта ВРК решил направить небольшой отряд (250 человек) в Ораниенбаум, из которого получил известия о присоединении Морского воздушного дивизиона, но восставшие были встречены пулемётным огнём. Более активные действия — как то: освобождение с помощью орудий скованных льдом «Петропавловска» и «Севастополя», набег на паровую мельницу для пополнения запасов продовольствия, обнесение крепости рвом и поход на Петроград, предлагавшиеся офицерами крепости — не получили поддержки среди восставших, что Эврич (ссылаясь на Козловского) объяснял «независимым характером моряков и их традиционной ненавистью к офицерству». Из двух сотен агитаторов, направленных из Кронштадта в Петроград и близлежащие районы с копиями резолюции, принятой на «Петропавловске», практически все были арестованы большевиками — только единицам удалось избежать ареста.
Дезинформация проводилась во время самих событий. Согласно Кибальчичу, в ночь со 2 на 3 марта его разбудил телефонный звонок шурина Зиновьева — Ильи Ионова, который сообщил, что Кронштадт во власти белых и они все мобилизованы, а организатор мятежа — генерал А. Н. Козловский. Также с раннего утра на пустых улицах города он заметил расклеенные листовки с призывом пролетариата к оружию, гласящие о заговоре Козловского в Кронштадте. Кибальчич был уверен, что придумать «белого генерала Козловского» мог только Калинин.
По советским данным, 3 марта в крепости был образован штаб обороны, который возглавил бывший капитан Е. Н. Соловьянинов, а в его состав вошли военные специалисты: командующий артиллерией крепости, генерал Русской императорской армии Козловский, контр-адмирал С. Н. Дмитриев, офицер Генерального штаба Б. А. Арканников.
Кронштадтцы добивались открытых и гласных переговоров с властями, однако позиция последних с самого начала событий была однозначной: никаких переговоров или уступок, восставшие должны были сложить оружие безо всяких условий. Делегация кронштадтцев, прибывшая в Петроград для разъяснения требований матросов, солдат и рабочих крепости, была арестована. Органы советской власти не были расположены к ведению переговоров — они ещё в феврале выдвинули ультиматум: «или вы приходите в чувство, или ответите за содеянное». При этом власти всё же вели телефонные переговоры с членами ВРК, безуспешно убеждая их в безвыходности положения мятежников.
4 (или 5) марта Комитет обороны Петрограда предъявил Кронштадту ультиматум — Троцкий потребовал от мятежных моряков «немедленной и безоговорочной капитуляции». В тот же день в крепости состоялось заседание делегатского собрания, на котором присутствовали 202 человека; ими было принято решение защищаться. По предложению Петриченко состав ВРК был увеличен с 5 до 15 человек. Всего на стороне восставших сражалось около 15 тысяч человек: примерно 13 тысяч матросов и солдат и две тысячи гражданских лиц; до начала штурма крепость покинули более 400 «перебежчиков». По советским данным, по состоянию на 12 марта силы мятежников насчитывали 17 960 солдат и матросов, 196 орудий береговой обороны и полевой артиллерии (без учёта корабельных орудий линкоров «Севастополь» и «Петропавловск») и 126 пулемётов; также восставшие смогли отремонтировать два из трёх бывших в крепости неисправных самолётов и даже совершили несколько боевых вылетов против красных войск (фамилии пилотов не установлены).
5 марта 1921 года приказом Реввоенсовета № 28 была восстановлена 7-я армия под командованием М. Н. Тухачевского, которому предписывалось подготовить оперативный план штурма и «в кратчайший срок подавить восстание в Кронштадте». Штурм крепости был назначен на 8 марта. Именно в этот день, после нескольких переносов, должен был открыться X съезд РКП(б). Сжатые сроки подготовки операции диктовались и тем, что ожидаемое вскрытие от льда Финского залива могло существенно осложнить взятие крепости.
...кронштадтский мятеж — серьезнейшая со времени революции внутренняя угроза режиму — подтвердил справедливость опасений Ленина и всех требований сомкнуть партийные ряды.
7 марта 1921 года силы 7-й армии насчитывали 17,6 тысяч лояльных красноармейцев: в Северной группе — 3683 бойцов, в Южной группе — 9853, в резерве — 4 тысячи. Основной ударной силой являлась сводная дивизия под командованием Павла Дыбенко, в состав которой вошли 32-я, 167-я и 187-я бригады РККА. Одновременно началось выдвижение к Кронштадту 27-й Омской стрелковой дивизии. В подчинение командующего 7-й армии вошли три авиаотряда (всего 64 самолёта), командовал ВВС армии непосредственно Авиадарм А. В. Сергеев.

### Первый штурм

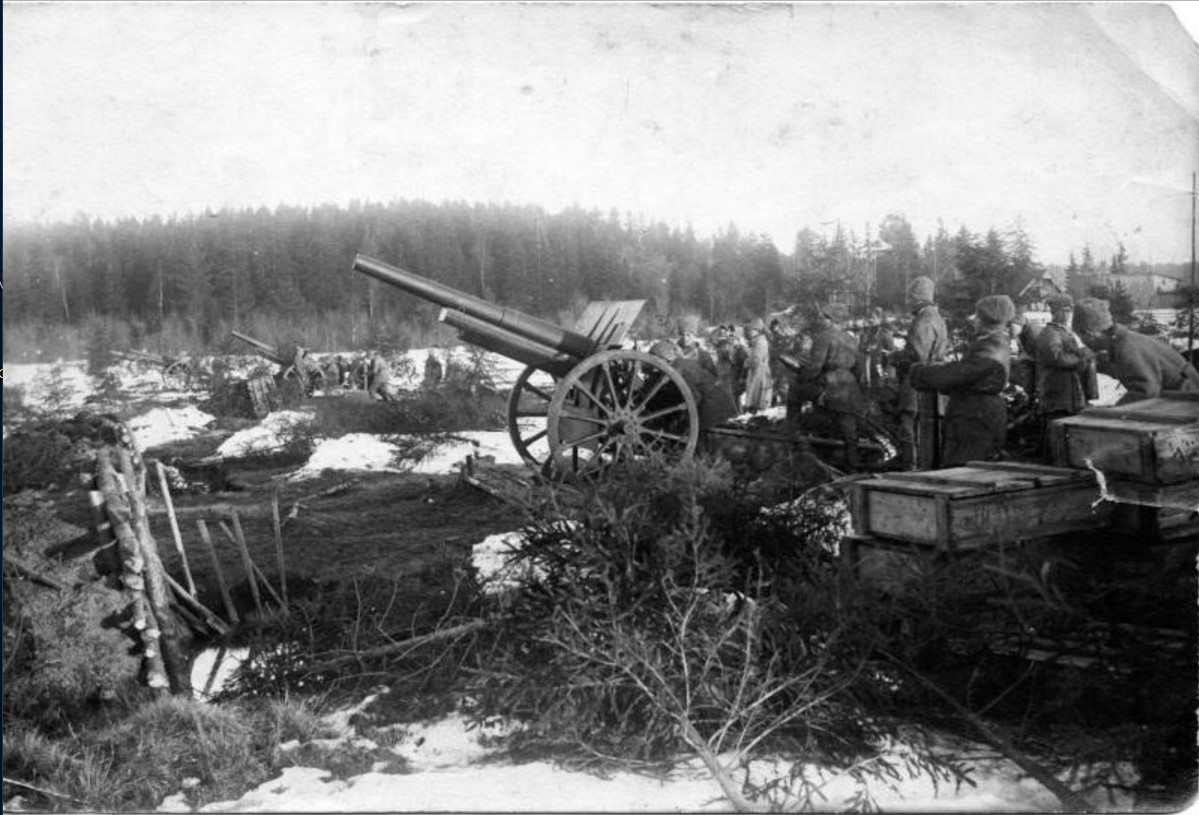
Обстрел кронштадтских фортов курсовой батареей 107-мм пушек

7 марта в 18:45 батареи на Лисьем Носу и в Сестрорецке открыли заградительный огонь в основном по отдалённым фортам крепости, призванный ослабить мятежников и облегчить наступление РККА. После ответных залпов в артиллерийский поединок вмешалась Красная Горка, а следом открыли огонь 305-миллиметровые орудия «Севастополя». В результате развязанной артиллерийской дуэли, в частности, был повреждён участок железной дороги между Ораниенбаумом и Петергофом. Начало обстрела крепости было отмечено жителями Петрограда, включая Александра Беркмана, который был ошеломлён произошедшим.
После артиллерийской подготовки была предпринята первая попытка взять крепость штурмом: на рассвете 8 марта северная и южная группы пошли в атаку на Кронштадт. При этом, некоторые из красноармейцев, как, например, отряд курсантов из Петергофа, перешли на сторону мятежников; другие же отказались выполнять приказы и отступили. Согласно докладу комиссара северной группы войск, несколько красноармейцев посетили крепость до штурма, солдаты хотели направить делегацию в Кронштадт для ознакомления с требованиями мятежников.
Несмотря на уверенность Ленина в успехе штурма, он не принёс никаких результатов, был захвачен только повреждённый форт «Павел I». Войска большевиков с потерями отступили на исходные рубежи. Уже днём был сделан первый налёт советской авиации на остров Котлин. Под плотным зенитным огнём были нанесены бомбовые удары (сброшено от 14 до 19 авиабомб) по батареям и кораблям мятежников. Согласно данным из эмигрантского источника, один советский самолёт был сбит и упал в Финский залив, советская сторона эту потерю отрицает, зато по докладу одного из красных военлётов, его самолёт был атакован финским истребителем.
Известия ВРК выпустили передовицу «Пусть знает весь мир», в которой Временный Революционный Комитет предъявил «фельдмаршалу» Троцкому обвинение в кровопролитии. 9 марта Каменев в своей речи на съезде сообщил, что подавить мятеж сразу не удалось, положение оказалось сложнее. Как отмечал К. Е. Ворошилов, после неудачного штурма «политико-моральное состояние отдельных частей вызывало тревогу», два полка 27-й Омской стрелковой дивизии (235-й Минский и 237-й Невельский) отказались участвовать в сражении и были разоружены: дивизия успешно сражалась против колчаковцев и белополяков, но отказалась повиноваться приказу о переброске под Ораниенбаум — мятежники из числа солдат дивизии призывали «идти в Петроград бить евреев». Примерно в то же время были арестованы и под конвоем отправлены в Петроград все участники антибольшевистского заговора в Петергофском командном училище.

### 8—18 марта. Второй штурм

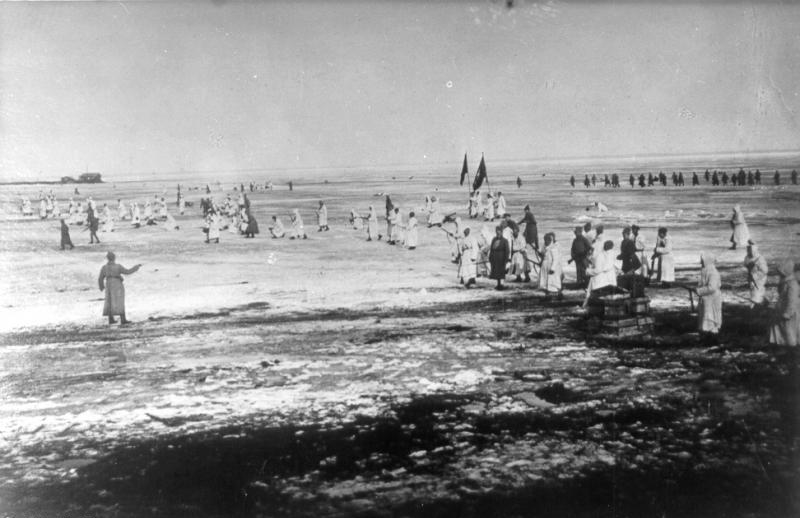
Подавление Кронштадтского восстания

При подготовке ко второму штурму численность группы войск была доведена до 24 тысяч штыков при 159 орудиях и 433 пулемётах, части были реорганизованы в два оперативных соединения: Северная группа (командующий Е. С. Казанский, комиссар Е. И. Вегер), наступавшая на Кронштадт с севера по льду залива, с участка побережья от Сестрорецка до мыса Лисий нос, и Южная группа (командующий А. И. Седякин, комиссар К. Е. Ворошилов), наступавшая с юга, из района Ораниенбаума. К 16 марта численность 7-й армии была доведена до 45 тысяч человек.

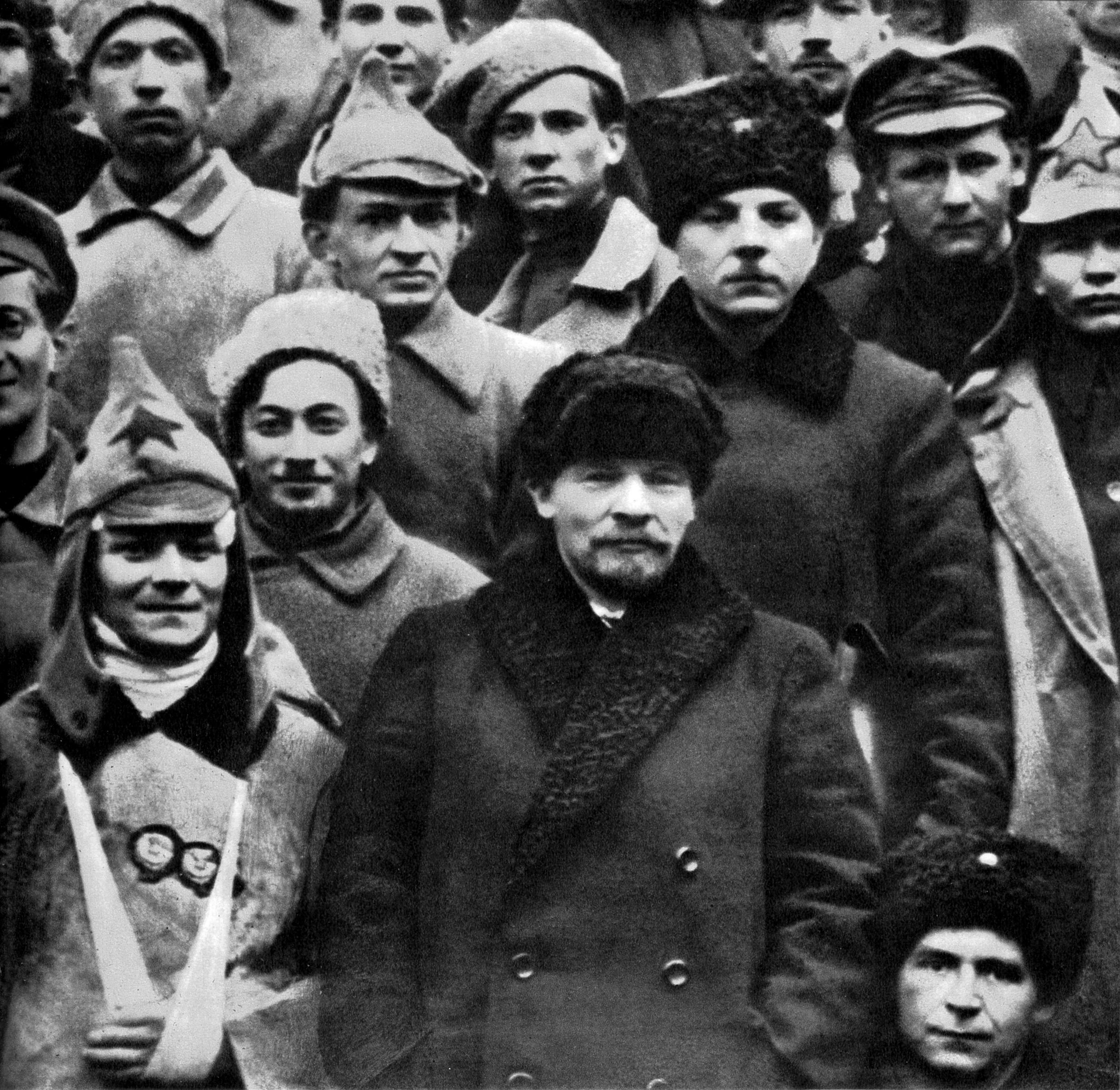
В. Ленин и К. Ворошилов среди делегатов X съезда, участвовавших в подавлении восстания (март 1921). С подвязанной рукой — адъютант К. Ворошилова Рафаил Хмельницкий. Троцкий, стоявший справа, вырезан.

В действующие части для усиления направили отряд сотрудников петроградской губернской милиции (из них в штурме приняли участие 182 сотрудника Ленинградского уголовного розыска), около 300 делегатов X съезда партии (включая вызвавшихся добровольно лидеров рабочей оппозиции и фракции демократического централизма), 1114 коммунистов и три полка курсантов нескольких военных училищ. Была проведена разведка, подготовлены белые маскхалаты, доски и решётчатые мостки для преодоления ненадёжных участков ледяной поверхности.
В период подготовки штурма советская авиация бомбила Кронштадт 11 марта (29 самолётов), 12 марта (30 самолётов), 13 марта (29 самолётов), 15 марта, 16 марта. Особых результатов достигнуто не было (в гавани поражена и сгорела 1 баржа, отмечались разрывы авиабомб «в непосредственной близости» от целей, и только в последнем налёте зафиксировано 1 прямое попадание авиабомбы в корму линкора «Петропавловск»). В целом выполнено 137 боевых вылетов, сброшено около 2 700 кг авиабомб, один самолёт повреждён зенитным огнём и совершил вынужденную посадку, до 10 самолётов вышли из строя из-за аварий и поломок (два в итоге были списаны).
Перед вторым штурмом Тухачевский отдал приказ о применении против восставших химического оружия: мятежные линкоры предполагалось обстрелять снарядами с «удушающими газами». Приказ будущего маршала Советского Союза не был исполнен в связи с погодными условиями (позже, летом 1921 года, Тухачевский использовал химическое оружие при подавлении Тамбовского восстания; в своих воспоминаниях он не упоминал ни об одном из случаев).
Второй штурм начался в ночь на 16 марта 1921 года (по данным Эврича — 17 марта, в 3 часа утра); до начала боя атакующие сумели скрытно занять форт № 7 (оказавшийся пустым), однако форт № 6 оказал продолжительное и ожесточённое сопротивление. Форт № 5 сдался после начала артиллерийского обстрела, но до того, как к нему подошла штурмовая группа (гарнизон не оказал сопротивления, курсантов встретили возгласами «Товарищи, не стреляйте, мы тоже за Советскую власть»), однако соседний форт № 4 держался несколько часов и в ходе штурма атакующие понесли тяжёлые потери. С тяжёлыми боями войска овладели также фортами № 1, № 2, «Милютин» и «Павел», однако батарею «Риф» и батарею «Шанец» защитники покинули до начала штурма и по льду залива ушли в Финляндию. В середине дня 17 марта 1921 года, 25 советских самолётов совершили налёт на штаб мятежников — линкор «Петропавловск» (зафиксировано несколько прямых попаданий в надстройки, ранения получили 20 членов экипажа). После захвата фортов красноармейцы ворвались в крепость, где начались ожесточённые уличные бои. К 5 часам утра 18 марта сопротивление кронштадтцев было сломлено.
18 марта 1921 года штаб восставших принял решение уничтожить линкоры (вместе с пленными, находившимися в трюмах) и прорываться в Финляндию. Они приказали заложить несколько пудов взрывчатки под орудийные башни, однако это распоряжение вызвало возмущение (поскольку руководители мятежа уже сбежали в Финляндию). На «Севастополе» «старые» матросы разоружили и арестовали восставших, после чего выпустили из трюма коммунистов и радировали, что на корабле восстановлена Советская власть. Некоторое время спустя, после начала артиллерийского обстрела сдался и «Петропавловск» (который уже покинуло большинство мятежников).
По данным советских источников, штурмующие потеряли 527 человек убитыми и 3285 ранеными. При штурме была убита 1 тысяча мятежников, свыше 2 тысяч было «ранено и захвачено в плен с оружием в руках», более 2 тысяч — сдались в плен, а около 8 тысяч — перешли границу с Финляндией. Согласно утверждению американского консула в Выборге Гарольда Б. Куартона (Harold B. Quarton) общие советские потери в результате восстания составили около десяти тысяч человек. В ходе мятежа также погибли около пятнадцати делегатов X съезда: 24 марта они вместе с другими погибшими были с воинскими почестями похоронены в Петрограде. БРЭ приводит потери в войсках Петроградского военного округа в 1,9 тысяч убитыми и 1,2 тысяч ранеными.

## Итоги и влияние

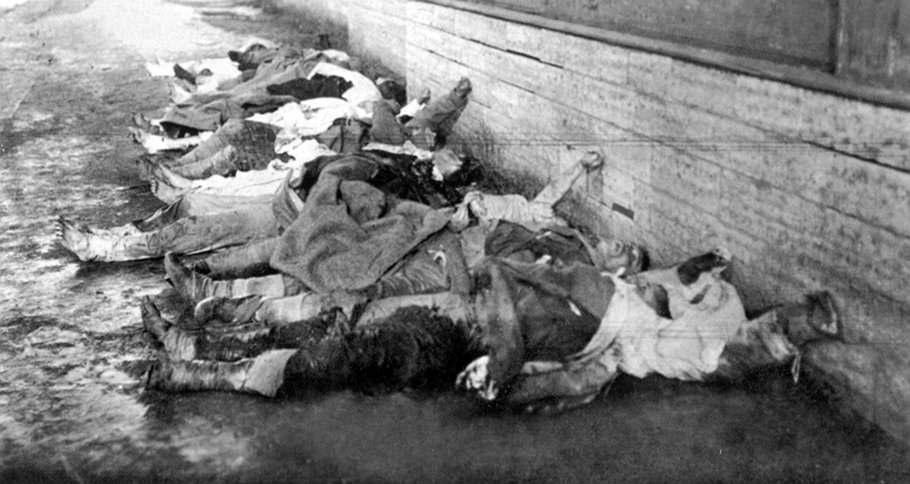
Кронштадт. 21 марта 1921 года. 13 тел.

После подавления восстания начались репрессии, в том числе и против населения города: по информации Виктора Кибальчича, они проводились с ведома Феликса Дзержинского. Первый, показательный расстрел 13 защитников крепости был приведён в исполнение 20 марта 1921 г. в 24:00. Всего к расстрелу были приговорены 2103 человека и к различным срокам заключения в ИТЛ — 6459 человек. С весны 1922 года началось массовое выселение жителей Кронштадта с острова. В последующие годы оставшиеся в живых участники кронштадтских событий неоднократно репрессировались; к пятилетию Октябрьской революции решением ВЦИК от 2 ноября 1922 года значительная часть рядовых участников восстания была амнистирована.

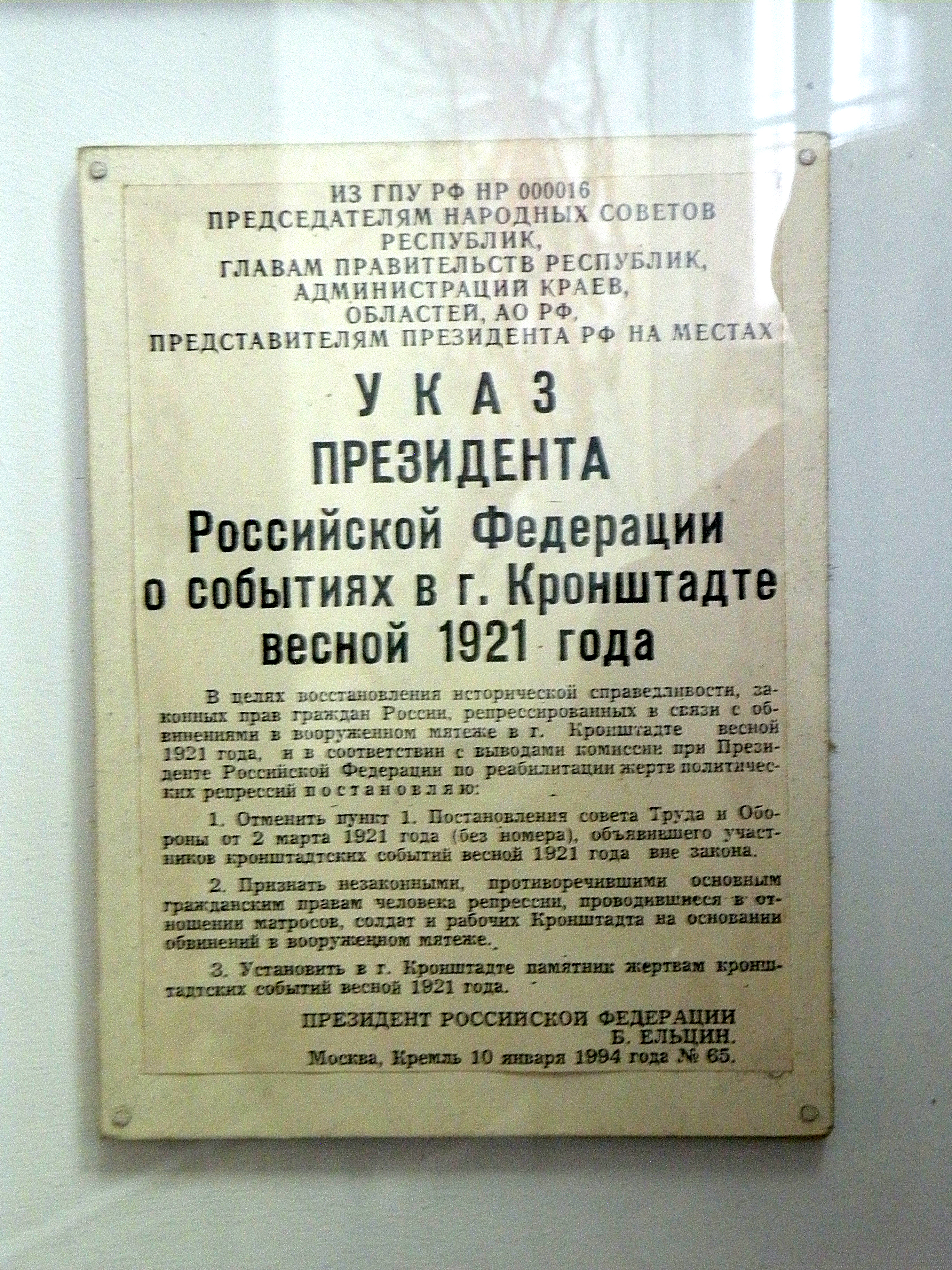
Указ президента РФ о сооружении в Кронштадте памятника жертвам событий 1921 года и их реабилитации

В 1921 году Совнарком РСФСР объявил об окончании военного коммунизма и переходе к НЭПу — Новой экономической политике (резолюция о НЭПе была представлена в Центральный Комитет партии 24 февраля — за пять дней до восстания). Причиной изменения экономической политики советской власти Иосиф Сталин в 1924 году называл восстания в Кронштадте и Тамбовской губернии:
Разве мы не опоздали с отменой продразверстки? Разве не понадобились такие факты, как Кронштадт и Тамбов, для того, чтобы мы поняли, что жить дальше в условиях военного коммунизма невозможно?
10 января 1994 года президент России Борис Ельцин своим указом реабилитировал участников Кронштадтского восстания.
Историк Константин Морозов в 2005 году утверждал, что Кронштадтское восстание «поставило перед властью проблему потери популярности», в особенности в армейской среде. Морозов считал, что для большевистских властей в столице «настоящим шоком» стало не столько восстание единичного гарнизона, сколько тот факт, что в многомиллионной Красной армии нашлось не так уж много боевых частей, которые можно было использовать для подавления восстания без опасения, что красноармейцы перейдут на сторону мятежников.

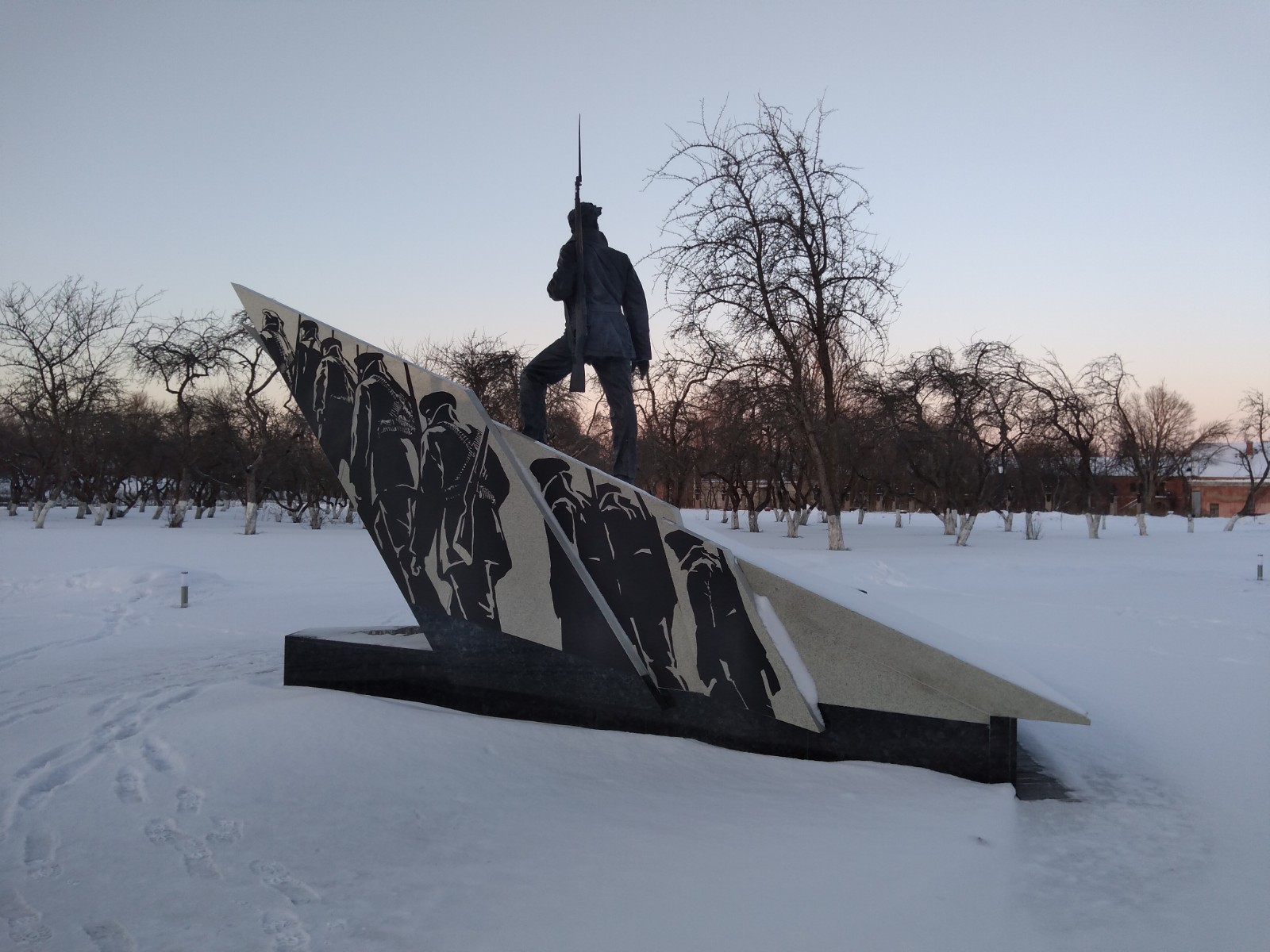
Кронштадт. Мемориал жертвам восстания 1921 года

## Память о восстании

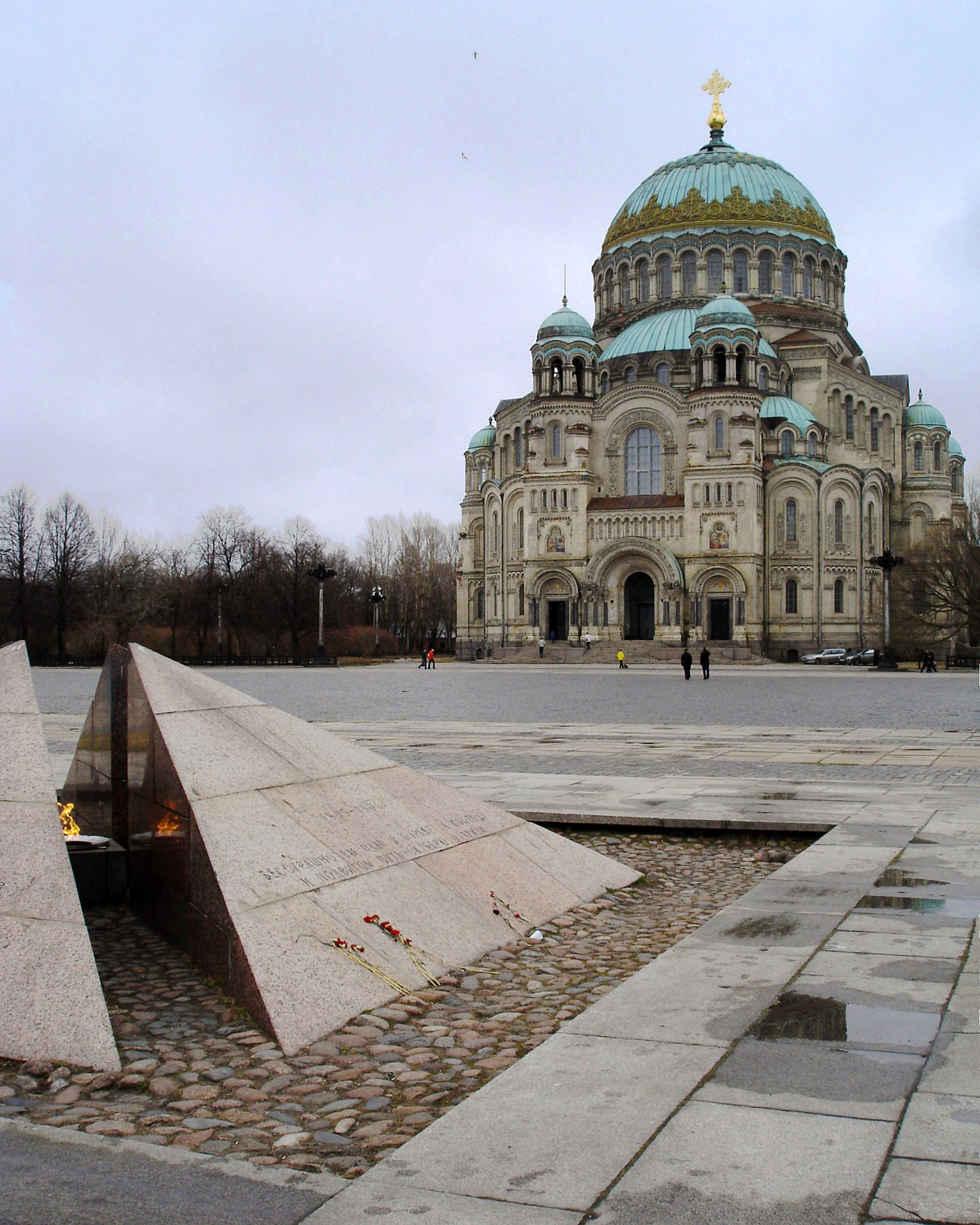
Морской собор и Вечный огонь (2005)

- Участники штурма, погибшие в ходе подавления восстания, похоронены на Якорной площади Кронштадта в братской могиле: в 1922 году в братской могиле был захоронен председатель ревтрибунала Балтийского флота Владимир Трефолев, а в 1932 году там же был захоронен бывший командир ударного коммунистического батальона и затем комиссар крепости Василий Громов. Над их могилой с 7 ноября 1984 года горит вечный огонь[112].
- В Санкт-Петербурге в честь Владимира Трефолева названа улица[113].
- Рядом с Троицким собором Александро-Невской лавры находится братская могила, на которой написано: «Памяти жертв Кронштадтского мятежа. 1921»[114].

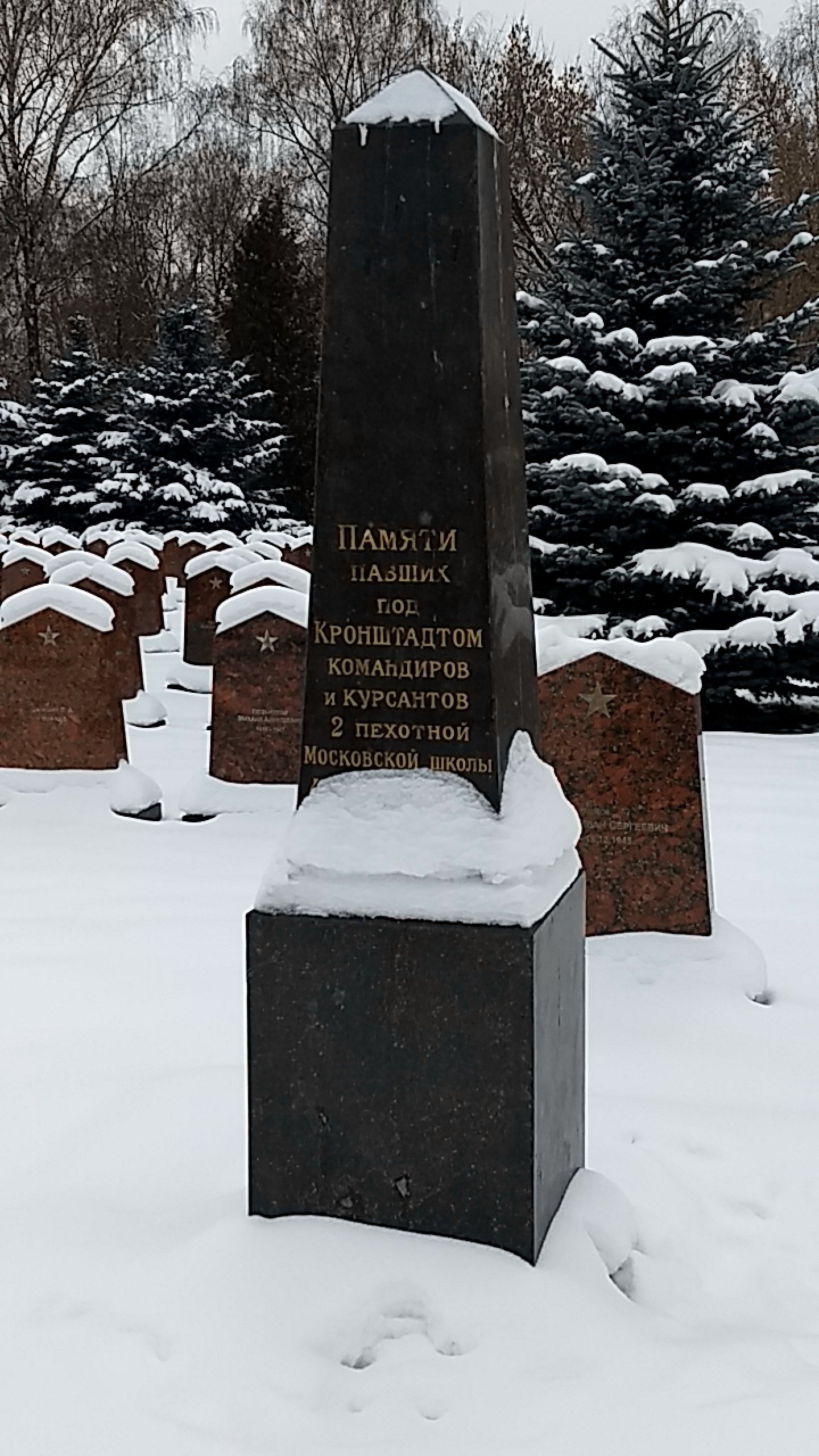
Преображенское кладбище Москвы

- В секторе воинских захоронений Преображенского кладбища Москвы находится памятник с надписью: «Памяти павших под Кронштадтом командиров и курсантов 2 пехотной Московской школы 4-18 марта 1921 года»[115].
- Согласно Указу Президента РФ от 1994 года в Кронштадте должен был быть сооружён памятник «жертвам кронштадтских событий весной 1921 года»[116] и был поставлен закладной камень будущего памятника. Однако монумент так и не был создан.
- В ноябре 2020 года в Санкт-Петербурге была представлена концепция мемориала жертвам Кронштадтского восстания 1921 года[117].
- 15 марта 2021 года, в 100-летнюю годовщину событий, на территории Морского собора был установлен новый закладной камень будущего монумента «В память о погибших в ходе кронштадтского восстания». На церемонии присутствовали губернатор Санкт-Петербурга Александр Беглов, глава администрации Кронштадта Олег Довганюк. Председатель Российского военно-исторического общества Владимир Мединский заявил, что мемориал по инициативе общества будет открыт до конца 2021 года[118]. Полномочный представитель президента России в СЗФО Александр Гуцан уточнил, что мемориал будет символизировать нетерпимость к гражданской войне[119][120].
- 3 декабря 2021 года в Кронштадте открыли мемориал, посвящённый 100-летию восстания и его жертвам. В церемонии открытия принял участие заместитель председателя Совета безопасности РФ Дмитрий Медведев. Мемориал представляет собой расколотый пополам треугольник, на одной части которого стоит матрос. Мужчина обернулся назад и смотрит вдаль, а его бескозырка отлетела на другую часть «разлома».

## Оценка событий. Историография
Историография «Кронштадта 1921» прошла в XX столетии «длительный и плодотворный» путь развития. Ко второму десятилетию XXI века сложились две основные конкурирующие концепции событий в крепости — событий, которые советский историк Юрий Поляков в 1967 году называл «опаснейшими». Версии можно условно обозначить как концепцию «Кронштадтского (антисоветского) мятежа», развивавшуюся преимущественно в советской историографии, и концепцию «Кронштадтского (антикоммунистического) восстания», получившую распространение за пределами СССР. Отдельными историками отмечалась оригинальная версия Льва Троцкого, озвученная им уже в эмиграции, в 1938 году.

### Советская историография — «Кронштадтский мятеж»
Автором первой официальной советской версии событий в Кронштадте стал наркомвоенмор Троцкий: он первым определил произошедшее как «Кронштадтский мятеж» и напрямую связал его с заговором иностранных разведок и контрреволюционного подполья в Советской России. Позже формулировки Троцкого были поддержаны Лениным в его докладе на X съезде большевистской партии. В СССР, в сталинском «Кратком курсе истории ВКП(б)», трактовка мятежа была дополнена тезисами о крестьянской (мелкобуржуазной) природе недовольства балтийских матросов и о «вредительстве» троцкистов и зиновьевцев, которым приписывалась основная вина в дестабилизации ситуации. Именно эта версия стала непреложным фактом для последующей советской историографии. Сильной стороной исследований в рамках данной концепции было широкое использование документов и архивных материалов, но сами события изучались в отрыве от революционного прошлого моряков-балтийцев.

### Современный консенсус — «Кронштадтское восстание»
Историками, не работавшими на советскую власть, конфликт на острове Котлин рассматривался в качестве общего «конфликта между большевиками и революционными массами» (к массам были отнесены проходившие службу матросы):
Кронштадтское восстание явилось выражением широкого конфликта между массами и большевистским правительством.
Таким образом, противостояние внутри государственных структур стало обсуждаться как противостояние советского государства и общества. Ряд историков того времени принял и тезис, изначально популярный среди авторов-анархистов, о бескорыстности кронштадтцев, являвшихся «идейными борцами за демократию», борцами за «по-настоящему народную демократическую модель управления после древнерусского вече и казачьего круга», то есть не обладавшими в рамках восстания/мятежа собственными «локальными» интересами. Принципиальным отличием от просоветской историографии являлось исследование причин конфликта, в рамках которого авторы проводили анализ событий за весь период 1905—1917—1921 годов

#### Версия Троцкого (1938)
После изгнания из СССР, Троцкий изменил свой взгляд на события в крепости: в 1938 году он внёс существенный вклад в её историографию, первым обратив внимание как на «сугубо местные и меркантильные» мотивации кронштадтцев, так и на демагогичность их требований и деклараций. «Восстание диктовалось стремлением получить привилегированный паёк».
Те моряки, которые оставались в «мирном» Кронштадте до начала 1921 г., не найдя себе применения ни на одном из фронтов гражданской войны, были, по общему правилу, значительно ниже среднего уровня Красной Армии и заключали в себе большой процент совершенно деморализованных элементов, носивших пышные панталоны «клеш» и прическу сутенеров... Такова была реальная обстановка, без слащавых идеализаций задним числом.
Свою новую версию Троцкий был вынужден озвучить в рамках полемики с членом комиссии Дьюи Венделином Томасом, который обратился к бывшему наркому с письмом, содержавшим ряд вопросов относительно личной роли революционера в подавлении Кронштадта. Ответ Троцкого вызвал целую серию критических откликов: против изгнанного революционера выступили его товарищи по антисталинистской левой оппозиции Виктор Серж, Антэ Цилига, Борис Суварин и Макс Истмен, считавшие, что кронштадтцы «стремились к возвращению революции в подлинно пролетарское советское русло» и что моряки протестовали против жестокостей военного коммунизма и террора в отношении гражданского населения. Кроме того, поскольку о местонахождении поезда наркома в марте 1921 года знали многие, версия Троцкого о личном неучастии в подавлении выступления матросов не выдерживала критики.

## Отражение в культуре

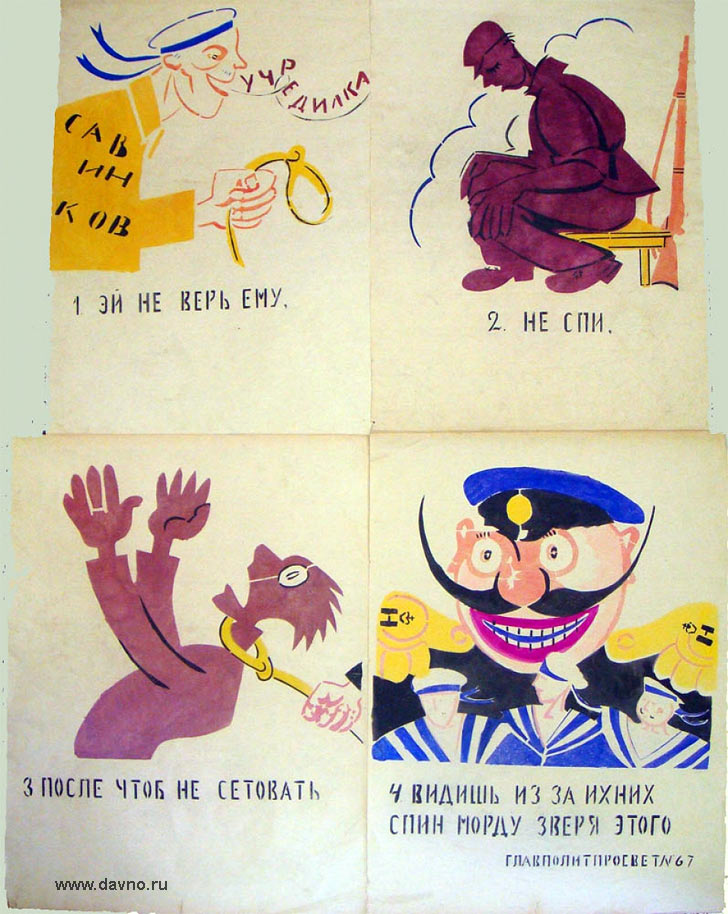
Плакат «Эй, не верь ему…» (В. Маяковский, март 1921)

В 1921 году советский карикатурист Владимир Козлинский создал в рамках серии «Окна сатиры РОСТА» плакат «Кронштадтская карта бита», а Владимир Маяковский — пропагандистские плакаты и стихотворения «Эй, не верь ему…» и «Подходи товарищ, смотри лучше — вот чему кронштадтские события учат».
В поэме Эдуарда Багрицкого «Смерть пионерки» (1932), во фрагменте, называемом «песней», упоминается Кронштадтское восстание и отмечается факт, что Кронштадт был взят наступлением по льду:
…Нас водила молодость
В сабельный поход,
Нас бросала молодость
На кронштадтский лёд…
В 1935 году советский живописец Рудольф Френц создал картину «Штурм Кронштадта».
События Кронштадтского восстания стали основой повести Михаила Кураева «Капитан Дикштейн» (1977—1987). Кроме того, Михаил Берман-Цикиновский написал пьесу «Якорная площадь», в которой «драматически воплотил» события марта 1921 года.
В 1980-х годах в Великобритании существовала анархо-панк-группа «Кронштадтское восстание» (англ. The Kronstadt Uprising).
В трилогии Василия Аксёнова «Московская сага» (1992) в первой части упоминается восстание в Кронштадте: герой романа Никита Градов участвует в подавлении восстания, а затем приезжает руководить работами на линкоре.
В 2016 году вышел двухсерийный документально-художественный фильм «Кронштадт. 1921» (производство студии Star Media).
Кронштадтское восстание отражено в одном из эпизодов российского телесериала Крылья империи (2017 - 2019).

## В художественной литературе
- Берман-Цикиновский М. Собрание сочинений в 3-х томах. — М.: Вагриус Плюс, 2008. — Т. 3. Пьесы. — 494 с. — ISBN 9785985250459. — ISBN 5985250458.
- Кураев M. H. Капитан Дикштейн: Повести. — М.: Профиздат, 1990. — 240 с. — 100 000 экз. — ISBN 5-255-00144-9.
- Войскунский Е. Л. Кронштадтский лёд: повесть // Военная Балтика, живущая в памяти: сборник. — М.: Русский импульс, 2015. — С. 136—202. — 1000 экз. — ISBN 978-5-902525-96-7.

### Комментарии
1. ↑  После первого штурма руководители восставших обратились с просьбой о политическом убежище к правительству Финляндии. Несмотря на угрозы Троцкого финскому правительству, право на убежище было предоставлено и около 8000 матросов ушли в Финляндию на корабле[104].